# Katja Hess (Theologin)
Katja Hess (* 1983) ist eine deutsche römisch-katholische Theologin.

## Leben
Katja Hess studierte von 2003 bis 2012 Germanistik und Katholische Theologie in Freiburg im Breisgau und München. In den Jahren 2012 bis 2023 war sie wissenschaftliche Mitarbeiterin an der Katholischen Universität Eichstätt-Ingolstadt. 2018 promovierte sie zum Thema Bildung in der Darstellung des Paulus bei Lukas. 2022 habilitierte sie sich zum Thema Freundschaft im Johannes-Evangelium. 2024 wurde sie Associate Professor mit dem Schwerpunkt Neues Testament an der  Catholic University of America in Washington, D.C.

## Publikationen
- Rhetor, Philosoph, Geistträger: Die Bildungsthematik in der lukanischen Paulusdarstellung [Rhetor, Philosopher, Bearer of the Spirit: The Theme of Education in the Lucan Portrayal of Paul] (FZB 137), Würzburg, 2019.
- Jüngerschaft als Freundschaft: Die Rezeption antiker Freundschaftstopik im Johannesevangelium [Discipleship as Friendship: The Reception of Ancient Friendship Topoi in the Gospel of John] (BU NF 3), Regensburg, 2023.